# Кубинский ураган (1910)
Ураган на Кубе в 1910 году считается одним из самых сильных тропических циклонов, которые когда-либо происходили на Кубе. Шторм сформировался в южной части Карибского моря 9 октября 1910 года. Он набирал силы, направляясь на северо-запад. Затем он обрушился на западную часть острова Куба. Ураган сделал петлю над поверхностью воды, а затем начал двигаться в сторону Соединённых Штатов Америки.
Этот ураган был одной из самых страшных катастроф в истории Кубы. Он нанес значительный ущерб и тысячи людей потеряли свои дома. Во Флориде этот ураган также нанес ущерб и вызвал наводнения в некоторых районах. Точно не известно, каковы масштабы разрушений, которые причинил ураган. Тем не менее, убытки в Гаване, столице Кубы, составили более 1 млн долларов. Только на Кубе умерло не менее 100 человек.

## Ход урагана
9 октября в южной части Карибского моря начался тропический циклон. Шторм усилился, пока он продвигался на северо-запад. Он стал тропическим штормом 11 октября. 12 октября он стал ураганом. На следующий день шторм был замечен на юго-западе Кубы. В течение короткого промежутка времени ураган принадлежал к 3-й категории по шкале ураганов Саффира — Симпсона. Затем он ударил по западной Кубе и пересек остров. Он преодолел Мексиканский залив и немного замедлился.
Над теплыми водами в Мексиканском заливе ураган быстро набирал силы. Потом он превратился в небольшой круговорот, а 16 октября достиг своего пика. Скорость ветра была 150 миль в час (240 км/ч).Ураган вернулся на северо-восток и снова обрушился на западную часть Кубы. Он начал движение вблизи полуострова Флорида 17 октября Над сушей ураган стал слабее. После пересечения Флориды, он повернул на северо-восток и вошёл в Атлантический океан. Вероятно, ураган рассеялся 23 октября.
Этот ураган был необычным, поскольку сначала вообще считали, что это два разных урагана. Такое предположение возникло из-за петли, которую он сделал в Мексиканском заливе. Одна газета сообщила, что первый ураган рассеялся в центральной части Мексиканского залива; а второй ураган сформировался и обрушился на Флориду. Путь распространения шторма был противоречивым, но позже было установлено, что это был один циклон.